# 露口祐斗
露口 祐斗（つゆぐち ゆうと、1999年7月24日 - ）は、日本の俳優。神奈川県出身。ABP inc.所属。

## 人物
特技は英会話。幼少期、父の仕事の関係で5年間アメリカに居住していた。
資格は英検準1級、世界遺産検定2級、温泉ソムリエを保有している。

## 出演

### 舞台
- “STRAYDOG” 番外公演『映像都市』（2020年2月5日 - 11日、ワーサルシアター）[4]
- 2.5次元ダンスライブ『ALIVESTAGE』Episode3「SCHOOL REVOLUTION Hello 神さま 僕はここにいる！」（2020年10月29日 - 11月8日、ヒューリックホール東京） - 本間悠斗 役[5]
- Alexandrite Stage『The Great Gatsby In Tokyo』（2021年9月28日 - 10月3日、六本木トリコロールシアター） - ピート 役[6]
- 舞台『チェンジオブワールド』（2021年11月16日 - 21日、d-倉庫）[7]
- ぱすてるからっと×劇団空感演人コラボ公演『Juliet』（2022年2月16日 - 21日、Air studio）[8]
- ぱすてるからっと『リリーフ・ライト・ガン』（2022年4月13日 - 17日、CBGKシブゲキ!!）[9]
- 朗読パンダ第3回番外公演『100年越しの初恋vol.2』（2022年8月17日 - 21日、ポケットスクエア 劇場MOMO）
- 劇団バルスキッチン第21回公演『ほぼほぼ心霊スポット』（2022年9月14日 - 19日、バルスタジオ） - 田辺大地 役[10]
- 舞台『カリスマ de ステージ』 - 湊大瀬 役
  - 『カリスマ de ステージ』〜ようこそ！カリスマハウスへ〜（2023年3月30日 - 4月9日、Mixalive TOKYO Theater Mixa）[11]
  - 『カリスマ de ステージ』〜おかえり！カリスマハウス〜（2024年6月28日 - 7月7日、品川プリンスホテル ステラボール）[12]
  - 『カリスマ de ステージ』〜集まれ！カリスマ文化祭！〜（2024年11月9日 - 13日、IMM THEATER）[13]
  - 『カリスマ de ステージ』〜帰ろう！カリスマハウス〜（2025年8月29日 - 9月9日〈予定〉、品川プリンスホテル ステラボール）[14]
- 朗読劇『オセロの法則』（2023年8月3日 - 6日、ブルースクエア四谷） - ロイ 役[15]
- 劇団バルスキッチン第30回公演『歌舞伎町シュガーナイト』（2023年11月1日 - 5日、バルスタジオ） - 美咲明希 役[16]
- 劇団バルスキッチン第32回公演『どぎまぎメモリアル 〜どぎどぎピンクver.〜』（2024年3月20日 - 24日、バルスタジオ） - 高橋陸 役[17]
- 劇団バルスキッチン第36回公演 第36回池袋演劇祭参加作品[注釈 1]『商店街グランドリオン』（2024年9月11日 - 16日、シアターグリーン BIG TREE THEATER） - 早乙女光 役[19]
- 萬腹企画18杯目『怨霊撲滅屋GB』（2024年11月17日、新宿シアターモリエール） - 日替わりゲスト：大口真神 役[20]
- 劇団バルスキッチン第39回公演『歌舞伎町ホーリーナイト』（2024年12月18日 - 22日、バルスタジオ） - ロイド 役[21]
- 『舞台「志立彩色学園アイドル科」』（2025年2月11日 - 16日、バルスタジオ） - 主演：進藤赤也 役[22]
- POCCOPUBRE『殺し屋トレイシー兄弟の楽しすぎる夜』（2025年3月19日 - 23日、シアターサンモール） - リアム・オコナー 役[23]
- 第23回 東出有貴プロデュース『LOST SWORD』（2025年4月3日 - 6日、すみだパークシアター倉） - ダイル 役[24]
- 萬腹企画19杯目『恋愛疾患特殊医療機 a-xブラスター』（2025年7月16日 - 20日、六行会ホール） - 神楽侑 役[25]

### テレビドラマ
- 主婦カツ！（2018年、NHK-BSプレミアム）
- ゼロ一獲千金ゲーム（2018年、日本テレビ）
- 向かいのバズる家族（2019年、読売テレビ）
- 真犯人フラグ（2021年、日本テレビ）
- 僕ら的には理想の落語（2021年、TOKYO MX） - 碓氷蒼生 役[26]

### 映画
- 逆さまの偶像（2022年）
- ピエロたち（2022年）

### テレビ番組
- 戦国炒飯TV 〜なんとなく歴史が学べる映像〜（2020年、TOYKO MX）[27]
- 知られざるガリバー（2021年、テレビ東京）

### CM
- 大塚食品 MATCH（2021年）

### ミュージックビデオ
- 工藤ちゃん「嘘でもいいから」（2021年）